# Санта-Мария-дель-Приорато
Санта-Мария дель Приорато (итал. Santa Maria del Priorato), также известна как церковь Св. Марии на Авентине (итал. Santa Maria in Aventino) — церковь Мальтийского ордена, расположенная на территории монастыря на Пьяцца Кавальери ди Мальта (Piazza dei Cavalieri di Malta), на Авентинском холме в Риме. Пользуется правом экстерриториальности и подпадает под территорию прихода Санта-Приска. Это единственное здание, построенное по проекту выдающегося археолога, архитектора и художника-гравёра Джованни Баттиста Пиранези. Он же похоронен в этой церкви.

## История

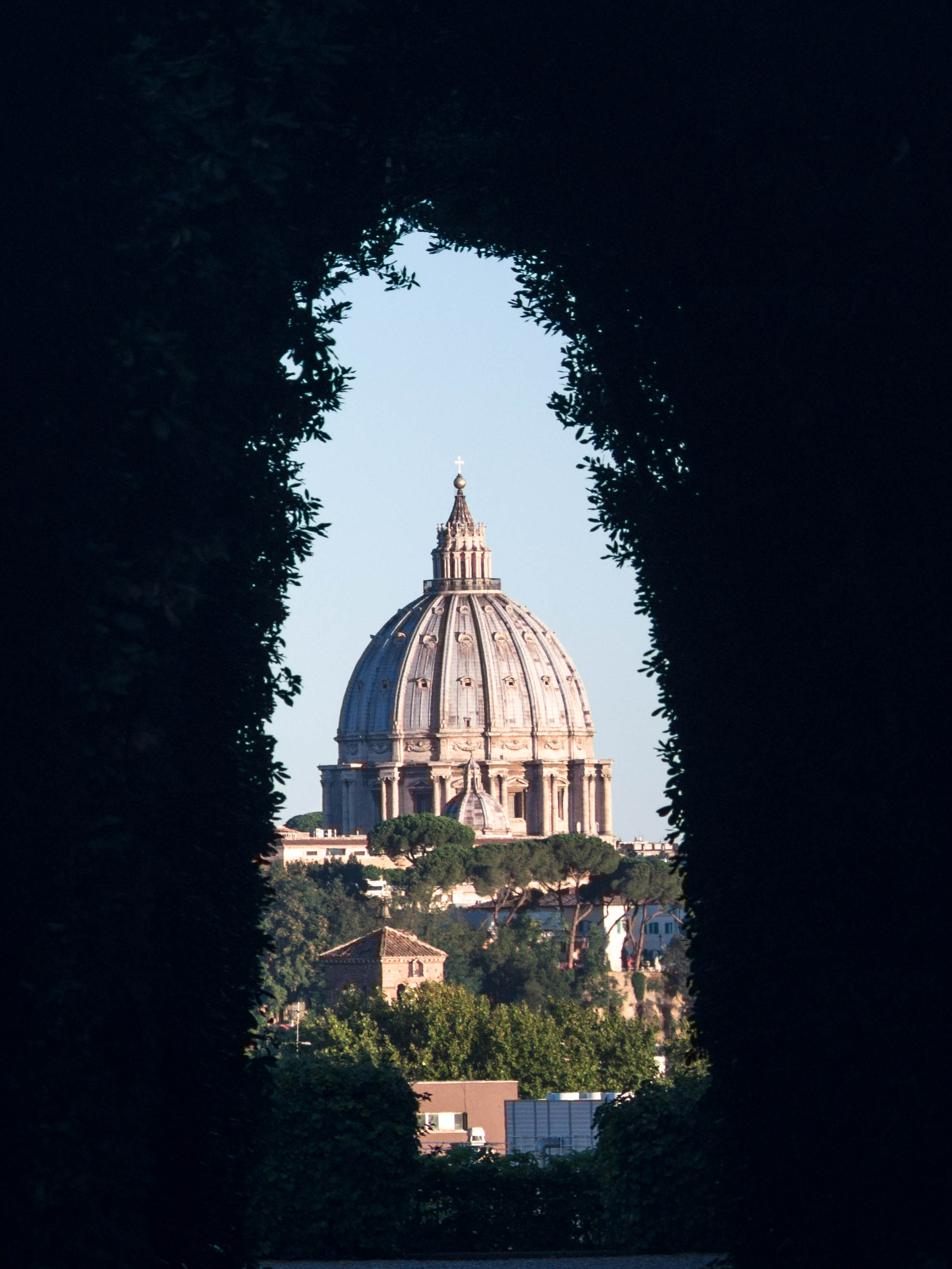
Вид на купол собора Святого Петра через «Святую замочную скважину»

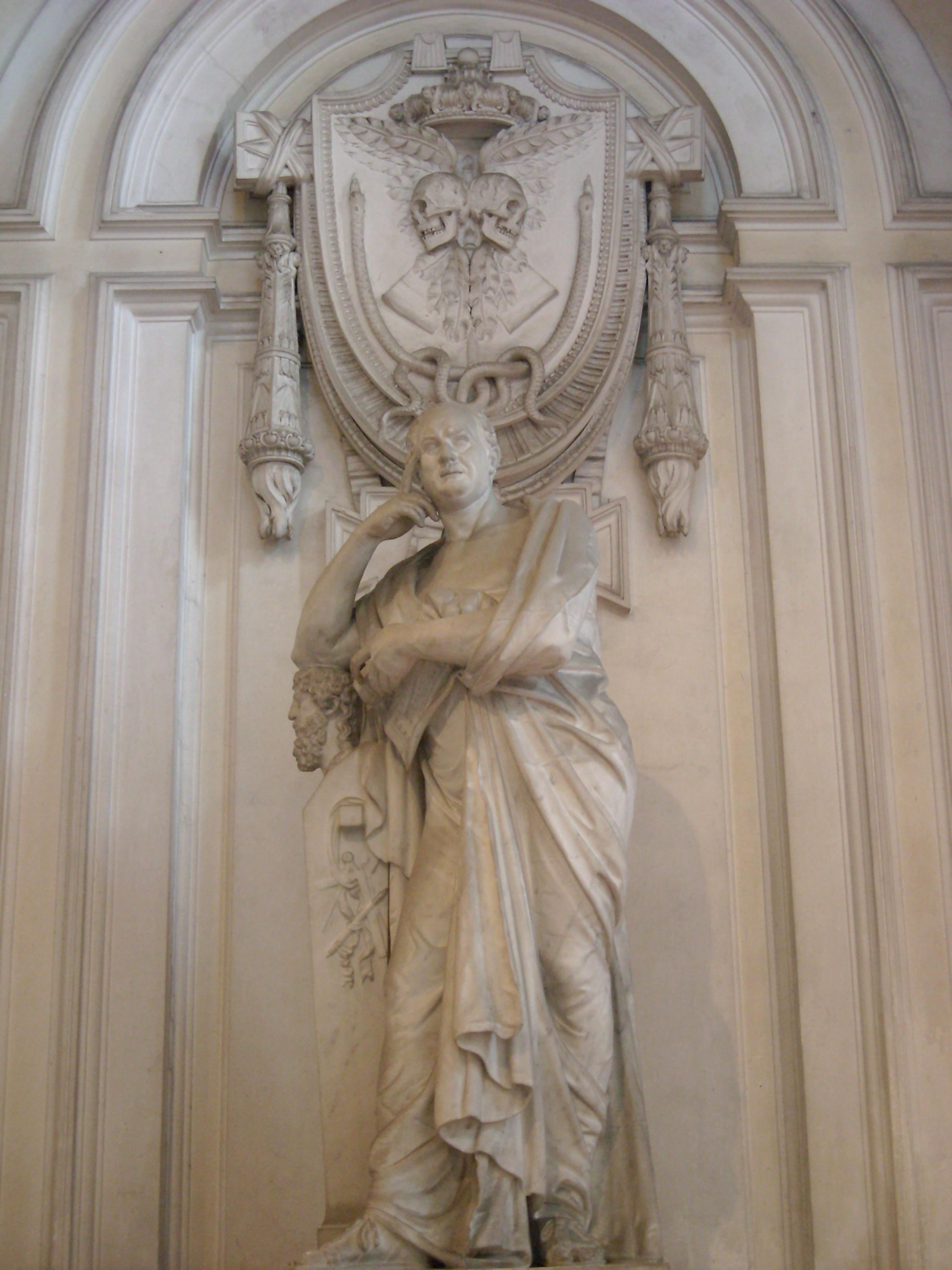
Дж. Анджелини. Надгробие Джованни Баттиста Пиранези. 1780

Первая церковь на этом месте была построена в 939 году, когда Одону Клюнийскому, монаху-бенедиктинцу, был передан дворец римского сенатора Альбериха II Сполетского, который затем был преобразован в клюнийский бенедиктинский монастырь, особенно процветавший в X и XI веках. В то время церковь была посвящена святому Василию Великому.
В XII веке монастырь стал собственностью ордена тамплиеров, которых в 1312 году сменили рыцари Иерусалима, посвятившие церковь Мадонне и в третьей четверти XV века отдавшие монастырь под понтификат папы Павла II. В 1550-х годах церковь была приобретена мальтийскими рыцарями и позже перестроена.
В 1760 году племянник папы Климента XIII и Великий приор мальтийских рыцарей кардинал Джованни Баттиста Реццонико стремился улучшить внешний вид зданий приората. В 1764—1766 годах церковь была полностью отремонтирована. По проекту Дж. Б. Пиранези были перестроены фасад и частично интерьер церкви, и сама площадь: Пьяцца деи Кавальери ди Мальта, где находится вход в церковь. Это единственная реализованная архитектурная работа выдающегося художника. Также в ходе этих работ была создана так называемая «Святая замочная скважина» (Santo buco della serratura) позволяющая с одного места увидеть сразу три государства: Площадь рыцарей, на которой мы находимся (Италия), через скважину: сады приората (территория Мальты) и вдали купол собора Святого Петра (государство Ватикан).
Пиранези был похоронен в церкви Санта-Мария дель Приорато. Его скульптурное надгробие в 1780 году создал Джузеппе Анджелини.
В 2015—2019 годах осуществлялась капитальная реставрация церкви при поддержке Великого Приората Рима (подразделения Мальтийского ордена) и «Фонда Рима».

## Архитектура церкви
Существующее однонефное здание в переходном стиле от барокко к неоклассицизму (площадью 31х13 м) является результатом перестройки осуществлённой в 1764—1766 годах по проекту Джованни Баттиста Пиранези. Итальянский писатель Марио Прац назвал единственную архитектурную работу Пиранези «белейшей из церквей» и характеризовал её как "Каприз эмблематической фантазии, где носы кораблей перемешаны с лучами солнца и облаками, шлемы, увенчанные пучками конского волоса, — с кардинальскими шляпами, крылатые черепа — с папскими тиарами, митрами, змеями и перевёрнутыми светильниками, и вся эта гипсовая белизна и её оттенки — всё это рама для рыцарей св. Иоанна Иерусалимского в красных одеяниях с белым крестом, преклоняющих колена на красные подушки скамеечек.
Фасад церкви действительно отделан белым мрамором и является самым ранним из памятников зарождающегося неоклассицизма в Риме. Фасад имеет парные каннелированные пилястры, треугольный фронтон, увенчанный мальтийским крестом и большое круглое окно над входным порталом с малым треугольным фронтоном. Фриз оформлен орнаментом меандра, а по сторонам портала имеются оригинальные рельефные канделябры с множеством символических элементов: миниатюрными фигурами ангелов, солнечными дисками, полумесяцами (символами Девы Марии), римскими лабарумами с латинским девизом на табличках, связанным с историей ордена: «FERT» (Fortitudo Eius Rhodum Tenuit — Его сила удерживала Родос). Канделябры также увенчаны мальтийскими крестами. На пилястрах имеются рельефные вставки: изображения короткого римского меча (гладиуса, также с разными эмблемами). Капители пилястр представляют собой сложную композицию: симметрично расположенные крылатые сфинксы, между ними — башня. Сохранившиеся чертежи показывают разные варианты проекта.
Интерьер церкви перекрыт цилиндрическим сводом с множеством рельефных символических композиций. Аркады оформляют входы в боковые капеллы. Главный алтарь, слева от которого находится трон Великого Магистра Мальтийского Ордена, также спроектировал Пиранези. Он представляет собой сложную скульптурную композицию: «Слава святого Василия», выполненную итальянским скульптором Томмазо Риги. Над мраморным престолом — барельеф, изображающий Мадонну с Младенцем, над Ней — Агнец с крестом, ещё выше, на сфере, в окружении ангелов — Святой Василий Великий, один из Отцов Церкви, в молитвенной позе с распростёртыми руками.

## Площадь мальтийских рыцарей
В древности на Авентине римские полководцы чистили своё оружие и хранили доспехи. В оформлении площади мальтийских рыцарей: «Пьяцца Кавальери ди Мальта» (Piazza dei Cavalieri di Malta), созданном Пиранези, слились военные и религиозные элементы. Невысокая стена по периметру расчленена панелями с парными обелисками, между которыми расположены стелы. Рельефы на входных воротах, панелях и стелах включают эмблемы и другие отсылки к военным и военно-морским победам мальтийских рыцарей. То, как они представлены, указывает на увлечение Пиранези античным прошлым Рима и древней Этрурии.

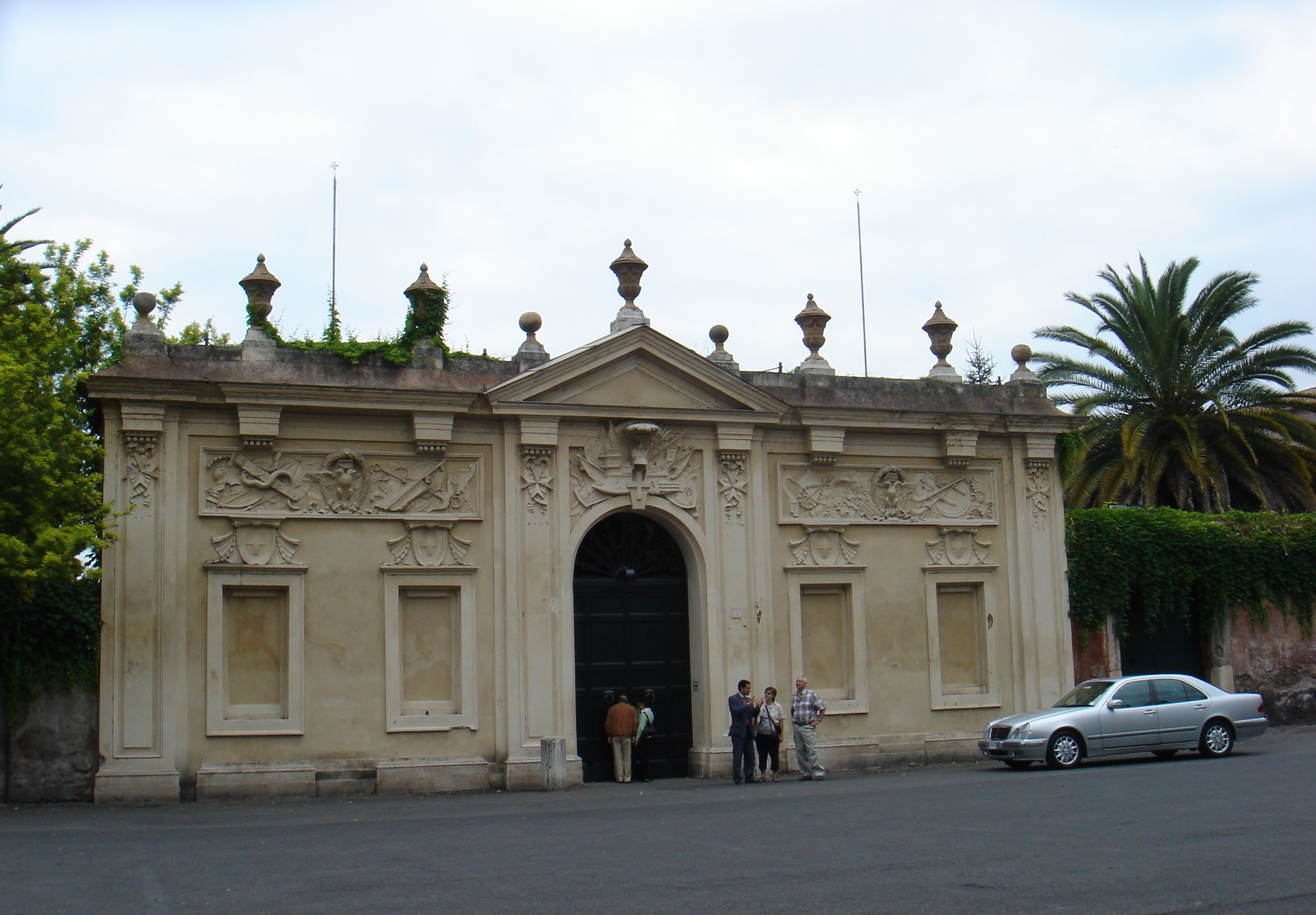
Вход на виллу Мальтийского ордена
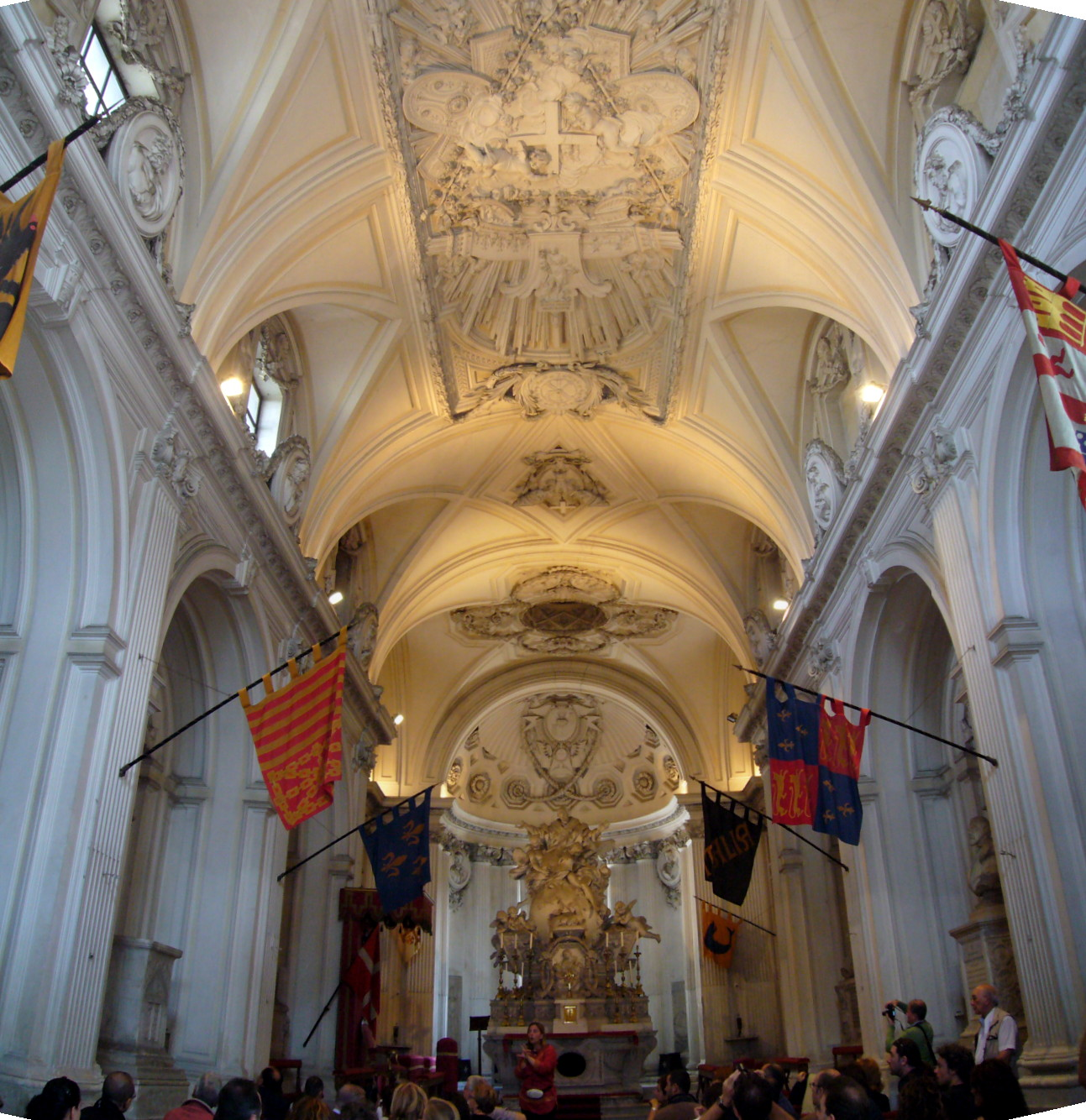
Интерьер церкви
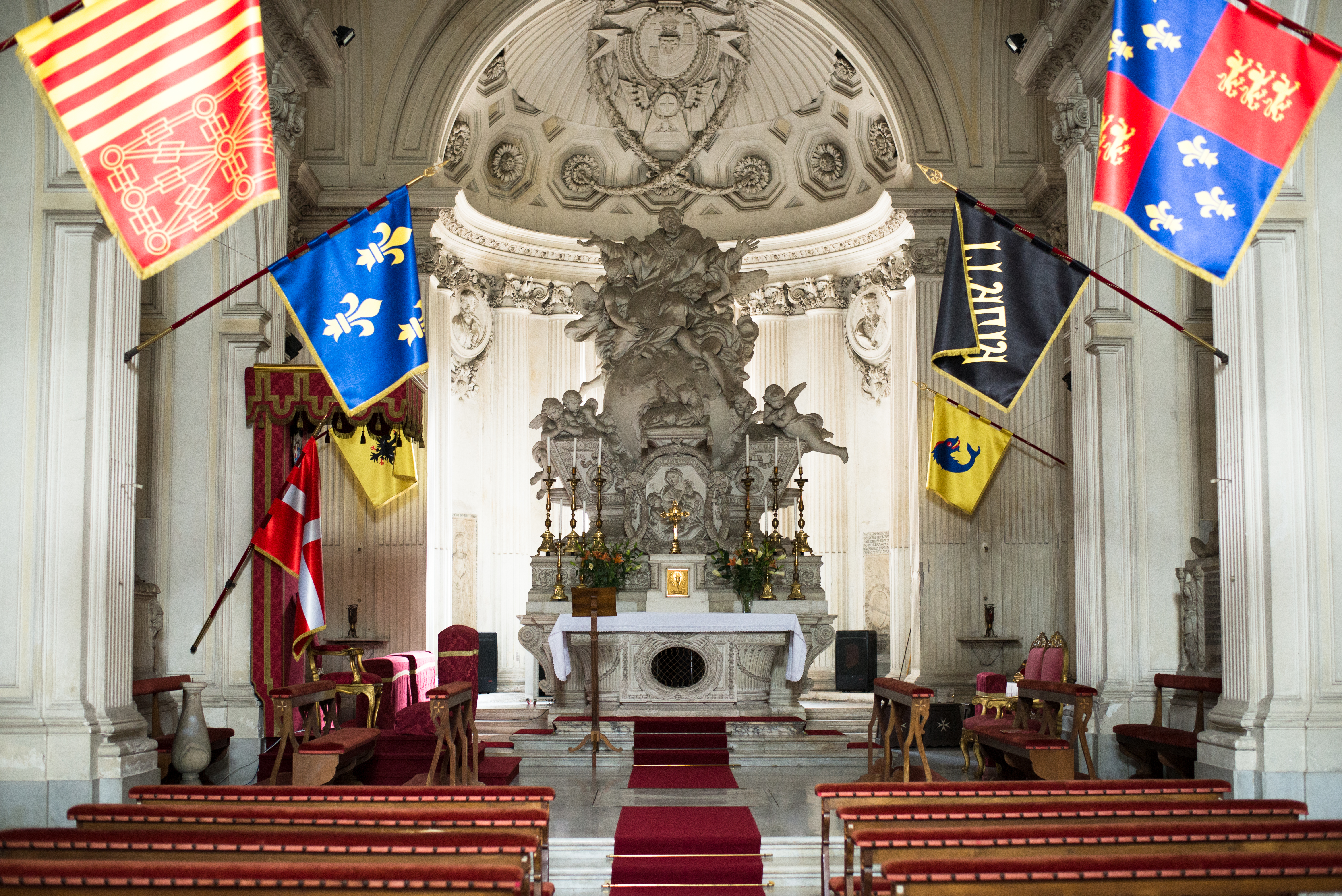
Главный алтарь
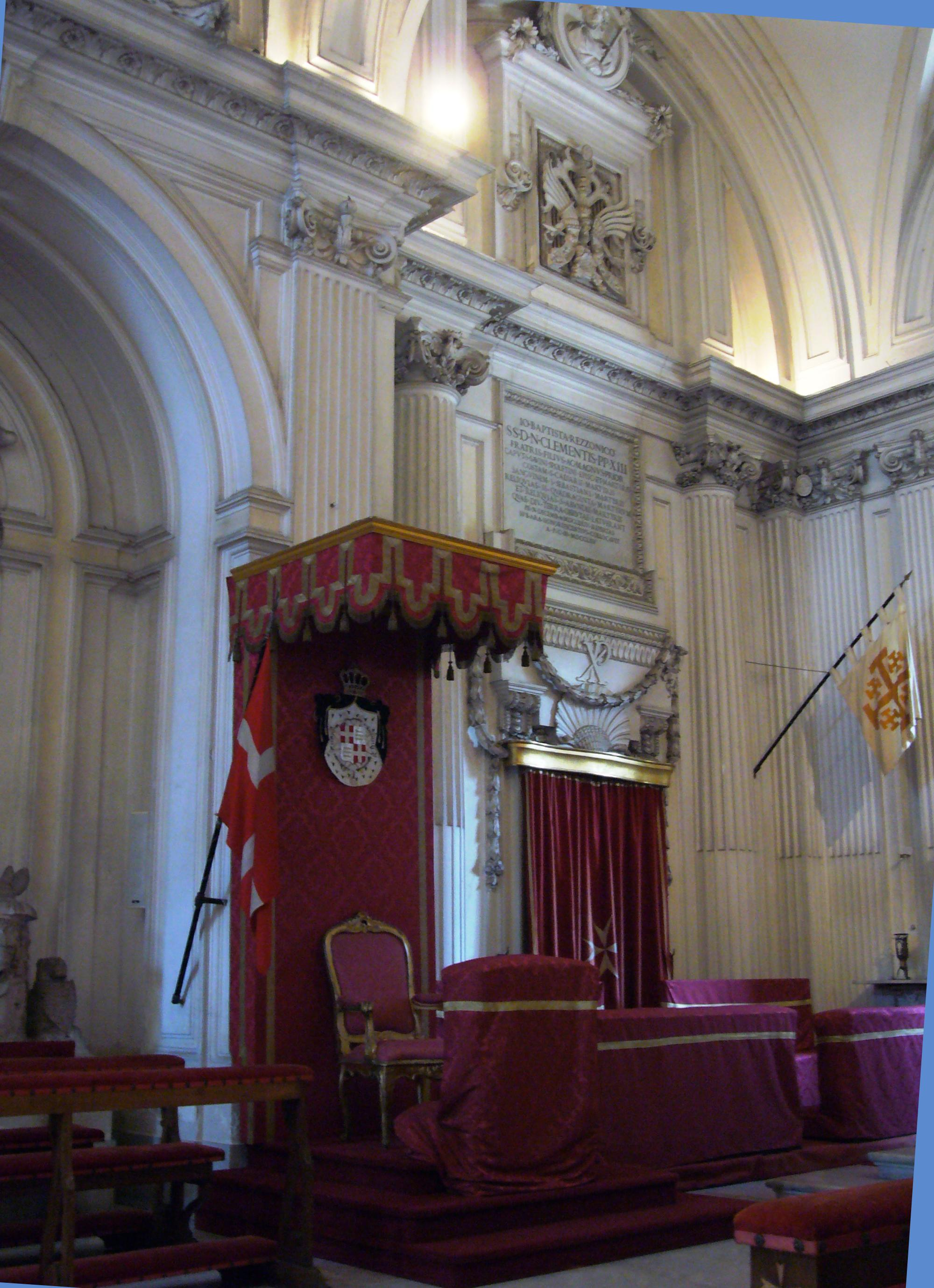
Трон Великого Магистра Мальтийского Ордена
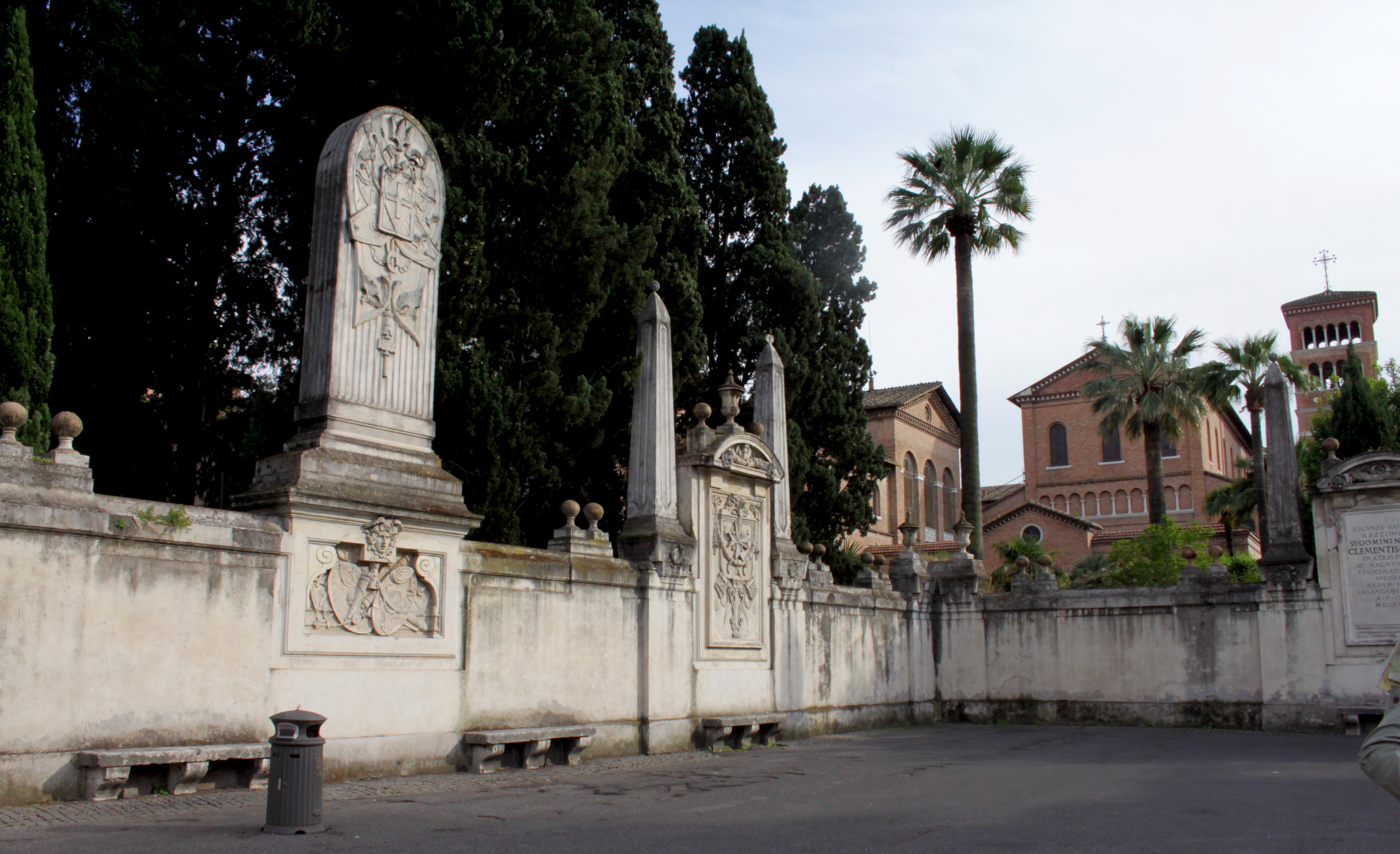
Пьяцца Кавальери ди Мальта
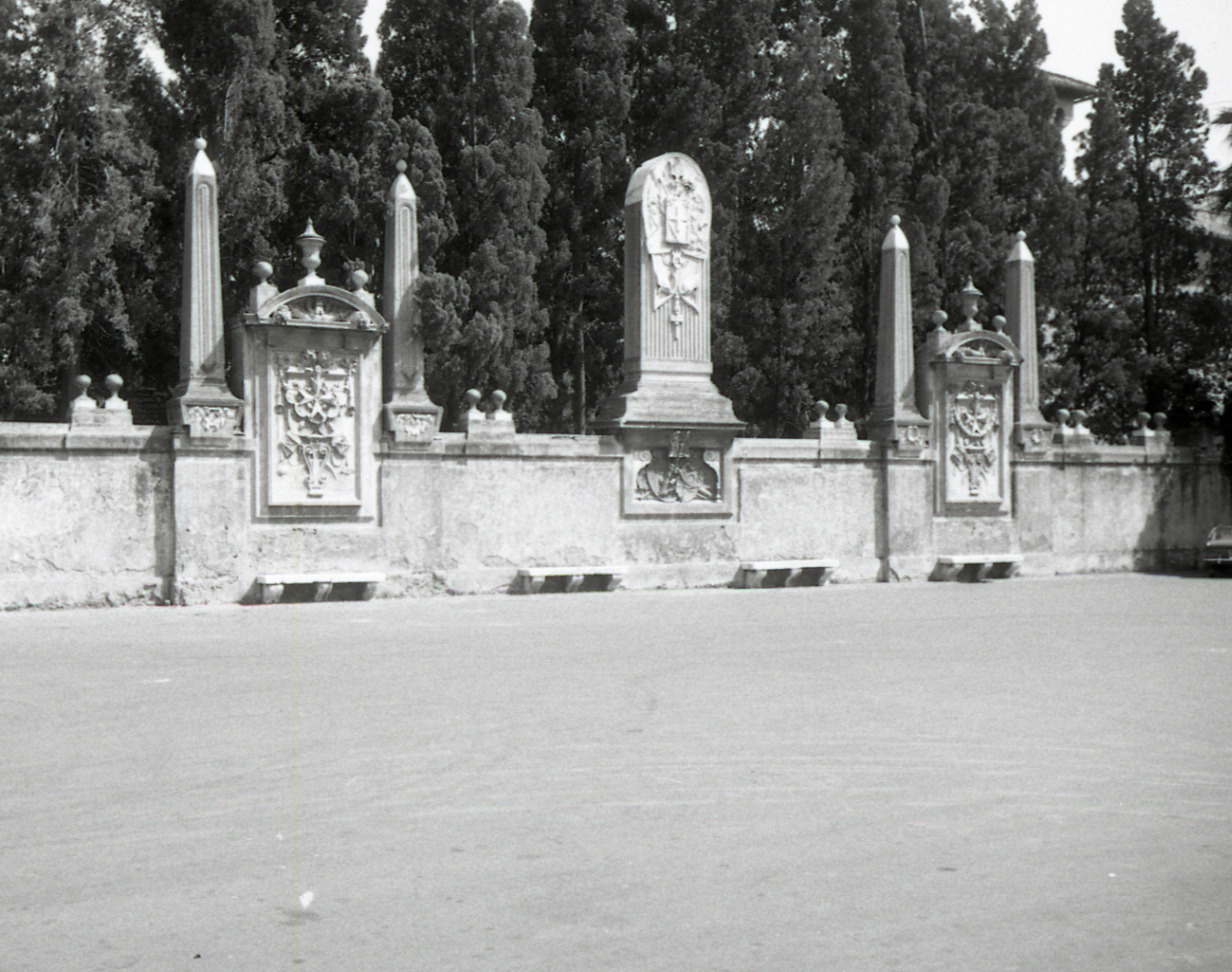
Периметр площади. Фотография 1968 года. Фонд П. Монти